# Into the West (série télévisée)
Pour les articles homonymes, voir Into the West.
Into the West est une mini-série américaine en six épisodes de 90 minutes, produite par Steven Spielberg et diffusée entre le 10 juin et le 22 juillet 2005 sur la chaîne TNT.
En France, la mini-série a été diffusée à partir du 11 avril 2007 sur Série Club, puis sur Arte à la fin de l'été 2021. Au Québec Vers l'Ouest est diffusée sur la chaîne Historia depuis septembre 2010.

## Synopsis
Cette série suit le destin de deux familles dans l'Ouest américain du début à la fin du XIXe siècle : les Wheeler, originaires de Virginie, et des Amérindiens de la nation Lakota qui vont cohabiter entre la Virginie, les Grandes Plaines et la terre de Californie.

## Distribution
- John Terry (VF : Bernard Lanneau) : « Jacob Wheeler »
- Skeet Ulrich (VF : Cédric Dumond) : Jethro Wheeler
- Keri Russell : (VF : Barbara Delsol) Naomi Wheeler
- Matthew Settle (VF : Damien Boisseau): Jacob Wheeler
- Simon Baker : « Aimé des Bisons »
- Tonantzin Carmelo (VF : Céline Mauge) : « Femme au cœur de tonnerre »
- Irene Bedard (VF : Marie-Martine Bisson) : « Margareth Eclat du Soleil »
- Josh Brolin (VF : Boris Rehlinger) : Jedediah Smith
- Will Patton (VF : Jérôme Keen) : James Fletcher
- Gary Busey (VF : Michel Vigné) : Johnny Fox
- Craig Sheffer : (VF : Constantin Pappas) : Robert Wheeler
- Alan Tudyk (VF : Tanguy Goasdoué) : Nathan Wheeler
- Christian Kane (VF : Adrien Antoine) : Abe Wheeler
- Jonathan Scarfe (VF : Pierre Tessier) : le général George Custer
- Gil Birmingham (VF : David Krüger) : Dog Star
- Daniel Gillies (VF : Thomas Roditi) : Ethan Diggs
- Jessica Capshaw (VF : Véronique Alycia) : Rachel Wheeler
- Sean Astin (VF : Christophe Lemoine) : Martin Jarrett
- Russell Means : Renard qui court

## Épisodes
1. Ruée vers les étoiles (Wheel to the Stars)
2. Destinée manifeste (Manifest Destiny)
3. Rêves et Chimères (Dreams & Schemes)
4. La Roue de l'infortune (Hell on Wheels)
5. Blessures de guerre (Casualties of War)
6. La Danse des esprits (Ghost Dance)

## Commentaires
- Lors de la diffusion de son pilote, la série a attiré l’attention de 6,5 millions d'Américains, soit une des meilleures audiences de la chaîne câblée sur l’année 2005. La série au budget de 100 millions de dollars est ainsi arrivée ce soir-là en tête des audiences devant 5 des 6 chaînes nationales[1].